# Dracula (film din 1958)
Dracula este un film britanic de groază, produs în anul 1958 în regia lui Terence Fisher. A fost distribuit în Statle Unite ca Horror of Dracula. Filmul este transpunerea pe ecran a romanului de ficțiune Dracula scris de Bram Stoker. Rolurile principale în film au fost jucate de Christopher Lee (prințul Dracula) și Peter Cushing (adversarul lui Dracula, Van Helsing).

## Acțiune
Jonathan Harker sosește în Transilvania unde caută să fie angajat ca bibliotecar în castelul prințului Dracula. Harker care este un vânător de vampiri, are de gând să ucidă prințul. În bibliotecă, Harker este atacat de o femeie vampir; în timpul luptei intervine Dracula care-l doboară printr-o lovitură pe Harker. Acesta după ce-și revine omoară cu un țăruș de lemn femeia și în final doctorul Abraham Van Helsing, un prieten de-al lui Harker, îl ucide pe Dracula.

## Distribuție
- Peter Cushing — Dr. Abraham Van Helsing
- Christopher Lee — contele Dracula
- Michael Gough — Arthur
- Melissa Stribling — Mina
- Carol Marsh — Lucy
- John Van Eyssen — Jonathan
- Olga Dickie as Gerda
- Valerie Gaunt as Vampire Woman
- Janina Faye — Tania
- Barbara Archer — Inga
- Charles Lloyd-Pack — Doctor Seward
- George Merritt — Polițistul
- George Woodbridge — Landlord
- George Benson — Frontier Official
- Miles Malleson — Undertaker
- Geoffrey Bayldon — portarul